# Dorota Kuczkowska
Dorota Kuczkowska (* 21. Juli 1979 in Warschau,  Woiwodschaft Masowien) ist eine polnische Kanurennsportlerin und Teilnehmerin der Olympischen Sommerspiele 2008 in Peking. Sie startet für den Club Spójnia Warszawa.

## Karriere
Ihr größter Erfolg ist der vierte Platz bei den Olympischen Spielen in Peking 2008 im K-4 mit Aneta Konieczna, Beata Mikołajczyk und Edyta Dzieniszewska, wobei sie die Bronzemedaille um nicht einmal fünf Hundertstel Sekunden verpasste.
Bei den Weltmeisterschaften 2001 in Posen konnte sie mit der polnischen Mannschaft im K-4 über 200 m mit Karolina Sadalska, Aneta Pastuszka und Joanna Skowroń die Bronze- und über 1000 m  mit Karolina Sadalska, Aneta Białkowska und Joanna Skowroń die Silbermedaille gewinnen. Eine weitere Bronzemedaille erreichte sie bei den Weltmeisterschaften 2007 in Duisburg im K-2 gemeinsam mit Marta Walczykiewicz.
Bei Europameisterschaften erreichte sie bislang	einen zweiten Platz 2004 in Posen mit Iwona Pyżalska (K-2 1000 m) und mehrere dritte Plätze 2002 in Szeged (K-4 1000 m), 2007 in Pontevedra (K-2 500 m) und 2008 in Mailand (K-1 200 m).
Bei den Polnischen Meisterschaften errang sie neben drei Goldmedaillen neunmal Silber und 13 mal Bronze.